# Сомня
Сомня (также Сомнен) — река в районе имени Полины Осипенко Хабаровского края, правый приток Амгуни. Длина — 132 км, площадь водосборного бассейна — 2200 км².

## География
Исток Сомни находится на северных склонах Омальского хребта на высоте более 300 м над уровнем моря в районе им. Полины Осипенко. Почти на всём своём протяжении течёт в восточном направлении параллельно Амгуни между Омальским хребтом на юге и хребтом Кивун на севере. Берега поросли лиственницей, елью и берёзой, в нижнем и среднем течении в значительной степени заболочены. Впадает в протоку Сомнинскую Амгуни по левому берегу на абсолютной отметке 5 м над уровнем моря, в 9 км к западу от села Оглонги. Ширина реки в нижнем течении составляет 46 м при глубине 1 м. Скорость течения в низовьях — 1,2 м/с.

## Основные притоки
Указаны поименованные притоки длиной 20 км и более
| Название                  | Расстояние от устья | Длина | Положение |
| ------------------------- | ------------------- | ----- | --------- |
| Киткан (с Левым Китканом) | 41                  | 31,2  | левый     |
| Алгая                     | 69                  | 20    | правый    |

## Данные водного реестра
По данным государственного водного реестра России и геоинформационной системы водохозяйственного районирования территории РФ, подготовленной Федеральным агентством водных ресурсов:
- Бассейновый округ — Амурский
- Речной бассейн — Амур
- Речной подбассейн — Амгунь
- Водохозяйственный участок — Амгунь
- Код объекта в государственном водном реестре — 20030800112118100086790